# Tomáš Masaryk
Tomáš Garrigue Masaryk wym. [ˈtoma:ʃ ˈɡarɪk ˈmasarɪk] (ur. 7 marca 1850 w Hodonínie, zm. 14 września 1937 w Lánach) – pierwszy i najdłużej urzędujący prezydent Czechosłowacji, nazywany ojcem niepodległej Czechosłowacji, „prezydentem oswobodzicielem”. Zwany też skrótowo „TGM”. Miał w narodzie przydomek „Tatíček” – tatuś/ojczulek.
Profesor filozofii, socjolog, w latach 1882–1914 wykładowca filozofii na uniwersytecie w Pradze. Założyciel i ideolog Czeskiej Partii Postępowej, która domagała się przyznania ziemiom czeskim autonomii w ramach monarchii austro-węgierskiej; współtwórca niepodległej Czechosłowacji.

## Życiorys
Urodził się jako Thomas Masarik w rodzinie chłopskiej w zdominowanym przez wyznawców katolicyzmu mieście Hodonín na Morawach. Jego ojciec, Jozef Masaryk był Słowakiem z Kopczan. Ojciec był woźnicą w majątku, urodził się jako chłop pańszczyźniany. Jego matka Terezie Masaryková (nazwisko panieńskie Kropáčková) pochodziła z niemieckojęzycznej rodziny czeskiej. Pracowała jako służąca we dworze. Wskutek tego Masaryk dorastał jako osoba dwujęzyczna. Matka miała znaczny wpływ na wykształcenie i późniejszą działalność Masaryka. Uparła się ze swoich synów zrobić „panów”.
W młodości Masaryk uczył się w szkole powszechnej, a następnie wskutek nalegań ojca terminował jako ślusarz i kowal. Dzięki wstawiennictwu jednego ze swych nauczycieli uzyskał zgodę na dalsze kształcenie i w 1872 zdał maturę. Potem do 1876 studiował filozofię w Wiedniu, gdzie był uczniem Franza Brentano. W 1876 obronił pracę doktorską. Następnie kontynuował studia w Lipsku, gdzie zetknął się z Gustavem Theodorem Fechnerem i młodym Edmundem Husserlem. Uczył się m.in. u Wilhelma Wundta. Habilitował się pracą niem. Der Selbstmord als sociale Massenerscheinung der modernen Civilisation na Uniwersytecie Wiedeńskim w 1878 r. W młodości żywo interesował się kulturą polską i nauczył się języka polskiego. W dyskusjach z rodakami pozytywnie nastawionymi do Rosjan, brał stronę polską. Postrzegał Polskę i Polaków jako ofiary imperializmu rosyjskiego. Z czasem jego stosunek do Polski się zmienił. Doszedł do wniosku, że Polacy, z gruntu konserwatywni i autorytarni, chętnie z ofiary stają się prześladowcą, gdy tylko nadarzy się ku temu okazja. Uznał, że Polska jest rodzajem mniejszej, znacznie słabszej Rosji.
W 1882 przeniósł się z Uniwersytetu Wiedeńskiego obejmując profesurę filozofii w nowo powstałej czeskiej części Uniwersytetu Praskiego. Pracował naukowo w dziedzinie historii filozofii, socjologii i historii. W następnym roku założył Athenaeum. Dziennik literatury i krytyki naukowej, czasopismo poświęcone czeskiej kulturze i nauce. Zaangażował się w burzliwą dyskusję nad autentycznością, sfałszowanych poematów Rękopis królowodworski i Rękopis zielonogórski. Pochodzenie rękopisów ocenił jako legendarne, twierdząc że powstały one w czasach o wiele późniejszych, czym ściągnął na siebie gniew wielu wpływowych osób. W czasie tzw. procesu Leopolda Hilsnera sprzeciwił się uprzedzeniom antysemickim, broniąc publicznie oskarżonego o popełnienie mordu rytualnego. Dewiza jego życia: „wielkie nie może być wielkie, jeśli jest kłamstwem”.

## Polityka
W latach 1891–1893 z ramienia partii młodoczeskiej zasiadał w Reichsracie (austriackim parlamencie) i ponownie w latach 1907–1914 już z ramienia Partii Realistycznej. Dążył do utworzenia wielopartyjnej demokracji, optował za dopuszczeniem mniejszości narodowych do polityki. Nie opowiadał się wówczas za czeską niezależnością od Austro-Węgier.
Gdy wybuchła I wojna światowa, zmuszony był do opuszczenia kraju, ponieważ groziło mu aresztowanie i oskarżenie o zdradę. Udał się do Genewy, potem do Włoch i Wlk. Brytanii, gdzie rozpoczął agitację na rzecz niepodległości. Został wykładowcą na King’s College w Londynie, zajmując się badaniami słowiańskimi i „problemami małych ludów”. W 1916 roku pojechał do Francji, aby przekonać tamtejszy rząd o konieczności dezintegracji monarchii austro-węgierskiej. Po rewolucji lutowej 1917 roku wyjechał do Rosji, gdzie pomagał w organizowaniu słowiańskich oddziałów oporu przeciwko państwom centralnym, nazywanych Legionem Czechosłowackim.
W 1918 roku odbył podróż do Stanów Zjednoczonych, gdzie spotkał się z prezydentem Woodrowem Wilsonem. W USA agitował za niepodległością Czechosłowacji w takich granicach, aby jego kraj uznać za nację szczególną. 18 października 1918 roku Masaryk, stojąc na stopniach waszyngtońskiego Kapitolu, proklamował niepodległość Czechosłowacji. Po miesiącu wrócił do ojczyzny.

### Prezydent
Treść tej sekcji od 2023-06 należy opracować w taki sposób, aby nie uwypuklała nadmiernie polskiej specyfiki / aby nie zawężała się tylko do polskich warunków
Dokładniejsze informacje o tym, co należy poprawić, być może znajdują się w dyskusji tej sekcji.
 Po wyeliminowaniu niedoskonałości należy usunąć szablon {{Dopracować}} z tej sekcji.
Po upadku monarchii austro-węgierskiej w 1918 roku, alianci uznali Masaryka za głowę rządu czeskiego, a w 1920 roku został wybrany pierwszym prezydentem Czechosłowacji. Stosunek Masaryka do Polaków i Polski z biegiem czasu zmieniał się. Twórca Czechosłowacji był przekonany, że II Rzeczpospolita w swoim kształcie jest anachroniczna, że będzie klasycznym państwem sezonowym, rozdzieranym przez konflikty narodowościowe i pozbawionym szansy na przetrwanie między Niemcami i Rosją. Obok premiera Kramárza był głównym odpowiedzialnym za decyzję o siłowym rozwiązaniem sporu o Śląsk Cieszyński. Czechosłowacka delegacja w Paryżu planowała wtedy wytyczenie granicy z Polską w Bielsku-Białej. To on nakazał armii czechosłowackiej zająć sporne terytorium nad Olzą. W 1920 nie zgodził się na przeprowadzenie tam plebiscytu, zabiegał o wytyczenie ostatecznej granicy przez arbitraż mocarstw, do czego doszło 28 lipca 1920 r., w najmniej korzystnym momencie dla Polski. Czesi sięgnęli po Zaolzie głównie z potrzeby korzystania z linii kolejowej, będącej wtedy ważnym połączeniem między Czechami i Słowacją. Dla Polski Zaolzie było sprawą symboliczną i Polacy liczyli na rozwiązanie siłowe tej kwestii (co nastąpiło w 1938 r.), dla Czechów było sprawą strategiczną.
W lipcu 1920 w czasie wojny polsko-bolszewickiej Masaryk odradzał zachodnim dyplomatom udzielać jakiejkolwiek pomocy Polsce. Próbował zatrzymać na terenie Czechosłowacji delegację zmierzającą z zachodu do Polski atakowanej przez bolszewików, a także wstrzymał jadące przez Czechosłowację kolejowe transporty broni z Francji oraz Węgier z zaopatrzeniem dla polskiej armii . Brytyjski dyplomata lord Edgar d’Abernon przewodniczący Misji Międzysojuszniczej do Polski w swojej książce „Osiemnasta decydująca bitwa w dziejach świata – pod Warszawą 1920 r.” zanotował słowa Masaryka usiłującego odwieść zachód od pomocy Polsce. Według relacji Anglika Masaryk powiedział: „abyśmy nie organizowali żadnej pomocy militarnej na korzyść Polski” . Masaryk był przekonany, że Wojsko Polskie nie zdoła odeprzeć nawały bolszewików, a uciskani polscy robotnicy i chłopi przywitają czerwonych komisarzy chlebem i solą. Podobnie jak solidaryzujący się z sowietami zachodni komuniści, czescy kolejarze nie przepuszczali transportów z zachodnią pomocą dla „pańskiej Polski”. Twierdził, że Polska zdobyła zbyt duże terytorium i prowadziła złą politykę narodowościową. Uważał, że konflikty polsko-niemiecki i polsko-sowiecki są tylko kwestią czasu. Zarazem był przekonany, że granice Czechosłowacji są trwale zabezpieczone dzięki sojuszom z Francją i Anglią. Wykluczał ewentualny sojusz z II Rzeczpospolitą, która po przewrocie majowym szła ku autorytaryzmowi. Zgodnie z planami Masaryka demokratyczna Czechosłowacja, z poparciem Francji i USA miała być środkowoeuropejskim hegemonem. Z jego perspektywy niepodległa Polska stanowiła największą przeszkodę w dążeniu do tego celu. Dlatego Masaryk torpedował propozycje i próby nawiązania współpracy z Polską, inicjowane przez Warszawę i kręgi wojskowe Czechosłowacji, świadome zagrożenia ze strony Niemiec. W 1930 r. wywołał skandal polityczny dotyczący korytarza z Niemiec do Prus, z którego się później wycofał. Uważał jednak, że Polska powinna zgodzić się na rewizję granic z Niemcami, dla dobra pokoju w Europie. Trzy lata później, po dojściu Hitlera do władzy, odrzucił propozycje sojuszu wojskowego z Polską, a czescy dyplomaci ostrzegli Berlin o „polskiej intencji przeprowadzenia akcji militarnej w rejonie wschodniej granicy Niemiec”, czyli o planowanej wtedy przez Piłsudskiego tzw. wojnie prewencyjnej. Zamiast sojuszu z Polską Masaryk przystąpił do zaproponowanego sojuszu z Benito Mussolinim tzw. Paktu czterech (Anglia, Francja, Niemcy i Włochy) dającemu prawo tym państwom rozstrzygania sporów granicznych w Europie. Tym samym usankcjonował rozbiór swojego kraju w Monachium w 1938 r. Największą przeszkodą dla współpracy polsko-czeskiej było rozpoczęte przez Masaryka kunktatorstwo czeskiej polityki zagranicznej, skłonność do unikania ryzyka i asekuranctwo.

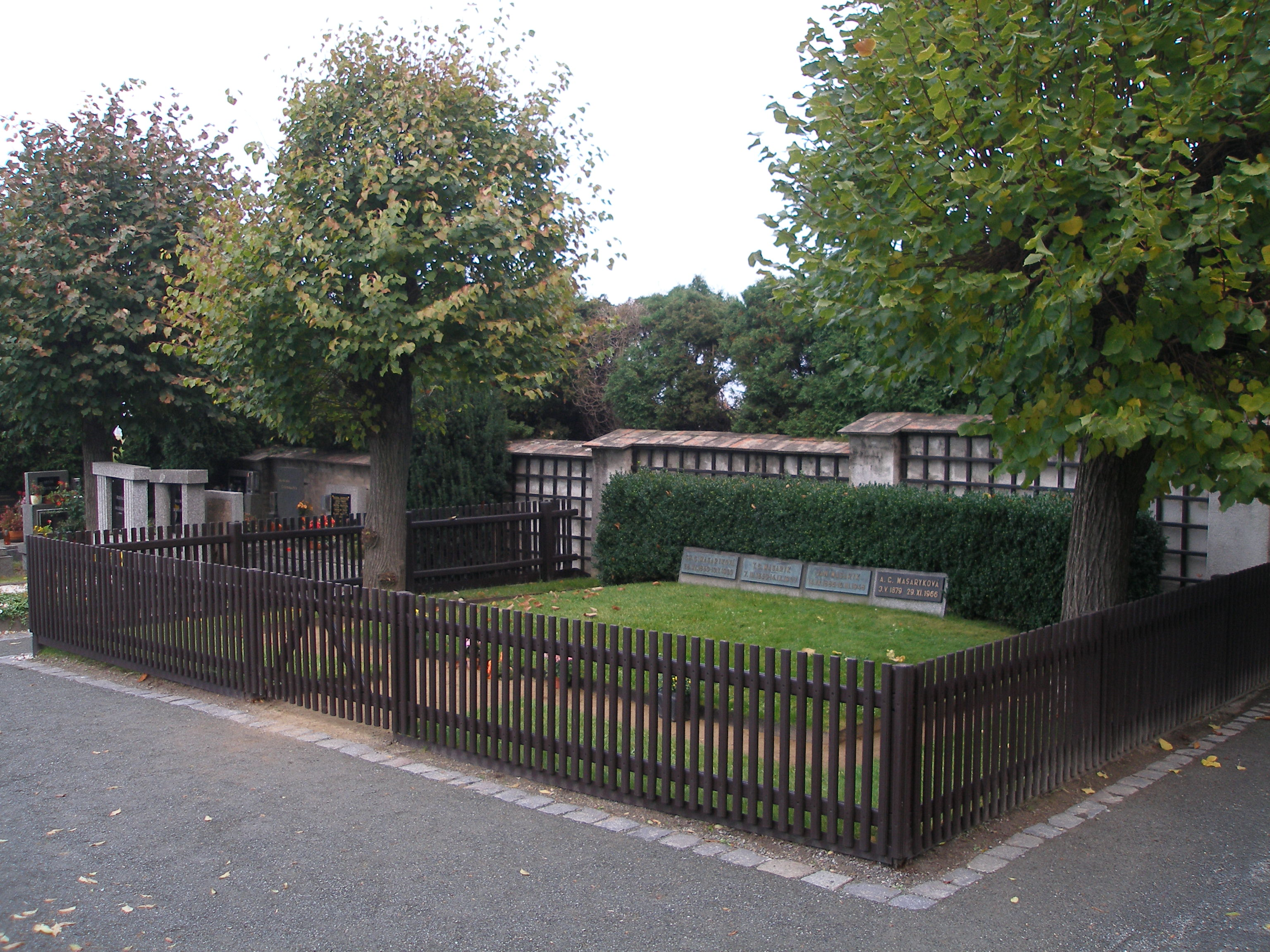
Grób prezydenta Tomasza Masaryka w Lánach

Masaryk na urząd prezydenta wybierany był czterokrotnie i sprawował swe obowiązki do 14 grudnia 1935 roku, kiedy to zrezygnował z powodu złego stanu zdrowia. Na swego następcę wskazał parlamentowi swego długoletniego współpracownika, ministra spraw zagranicznych Edvarda Benesza.
Masaryk zmarł z przyczyn naturalnych w 1937 roku, w wieku 87 lat, w miejscowości Lány, znajdującej się obecnie na terenie Czech.

## Rodzina
W 1878 r. Masaryk poślubił Charlotte Garrigue, amerykańską protestantkę, od której przejął jeden z członów swego nazwiska. Charlotte zmarła w 1923 roku na nieznaną chorobę. Mieli pięcioro dzieci:
- Alice (ur. 1879)[17] – działaczkę na rzecz praw kobiet, pierwszą przewodniczącą Czechosłowackiego Czerwonego Krzyża,
- Herberta (ur. 1880[17]) – malarza impresjonistę, ilustratora. Zmarł na tyfus w czasie I wojny światowej, którym zaraził się pomagając uchodźcom wojennym z Galicji.
- Jana (ur. 1886) – dyplomatę, ministra spraw zagranicznych w czechosłowackim rządzie na uchodźstwie (1940–1945), a następnie krajowym w latach 1945–1948,
- Eleonorę (ur. 1890) – zmarła w dzieciństwie,
- Olgę (ur. 1891) – współpracowniczkę ojca na emigracji.

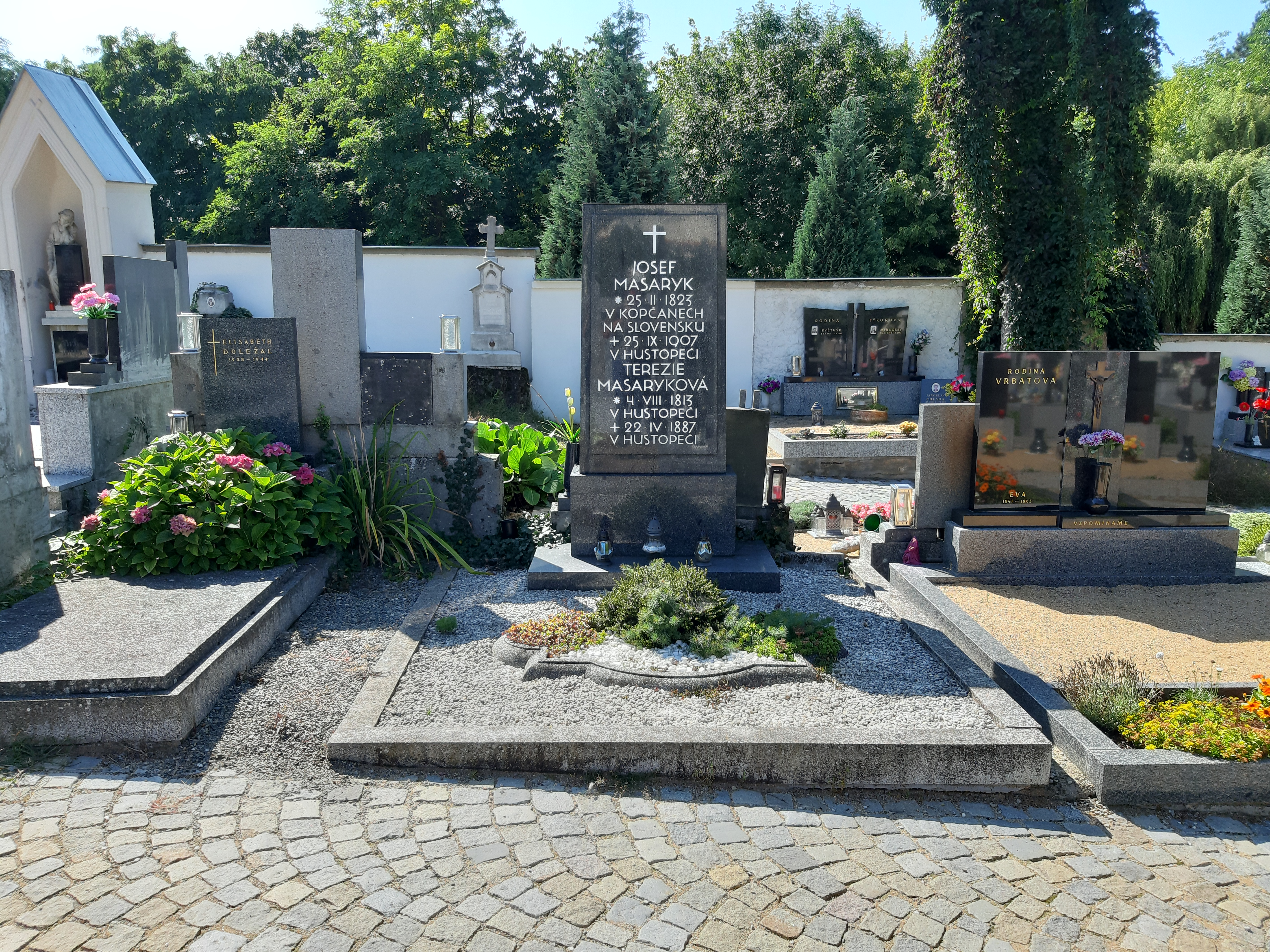
Grób rodziców Masaryka w Hustopečach

## Filozofia i religia
Masaryk jako filozof był zdecydowanym zwolennikiem racjonalizmu i humanizmu. Skupiał się na etyce praktycznej, co było wyrazem wpływu, jaki wywarli na niego filozofowie anglosascy. Sprzeciwiał się natomiast niemieckiemu idealizmowi i marksizmowi. Oficjalnie był członkiem wspólnoty Braci czeskich, choć nosił się nawet z założeniem własnej religii.

### Myśli Masaryka
Najbardziej znane sentencje Tomáša Masaryka:
- Demokracja jest dyskusją.
- Ekscytacja nie jest programem.
- Historia uczy, iż wszystkie państwa upadły z powodu szowinizmu, nie ważne czy był rasowy, polityczny, religijny czy klasowy.
- Humanizm nie jest pacyfizmem za wszelką cenę.
- Państwo nie jest instytucją boską, wszechwiedzącą i wszechmocną, jak to sobie wyobrażał Hegel, lecz instytucją ludzką, a niekiedy bardzo ludzką, z wszelkimi słabościami, ale i doskonałościami tych ludzi, którzy ją organizowali i którzy nią kierują. Państwo nie jest tak złe i nierozsądne, jak twierdzą anarchiści, nie jest wszakże tak piękne i dobre, jak śpiewają jego wielbiciele; przeciętnie nie jest gorsze od pozostałych dzieł ludzkich. Jest potrzebne.

## Odznaczenia (lista niepełna)
- Order Orła Białego – 1925, Polska
- Order Słonia – 1925, Dania
- Krzyż Wielki Orderu św. Jakuba od Miecza – 1930, Portugalia[18]
- Order Krzyża Orła I klasy – 1931, Estonia[19]
- Krzyż Wielki Orderu Trzech Gwiazd – Łotwa
- Order Krzyża Pogoni I klasy z mieczami – 1930, Litwa[20]

## Upamiętnienie

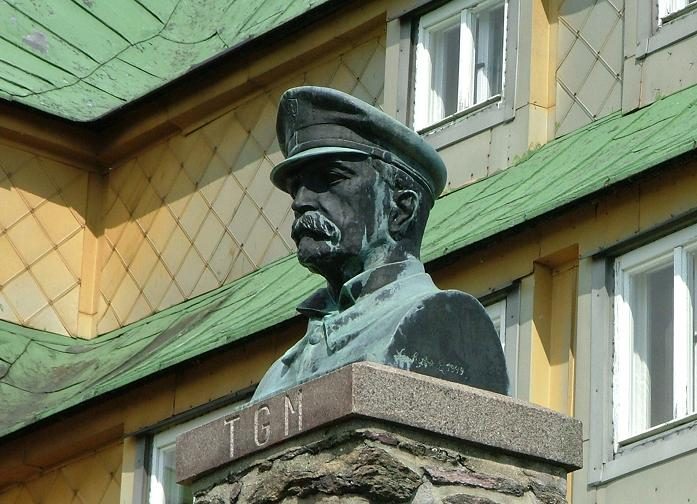
Popiersie T. Masaryka przy Masarykovej Chacie w Górach Orlickich

Kult Masaryka, już za jego życia, stworzył Karel Čapek, autor wielotomowych „Rozmów z T. G. Masarykiem” . W miejscu urodzenia Masaryka w Hodoninie istnieje jego muzeum. Pomniki Masarykowi postawiono m.in. w Pradze, Karlowych Warach, Hradcu Kralowe, Użgorodzie. W Brnie imieniem Masaryka nazwano tor wyścigowy. W 1928 r. za życia prezydenta wypuszczono pamiątkową złotą monetę z jego podobizną, z okazji 10-lecia Czechosłowacji, a w 1937 r., po jego śmierci, złotą monetę pamiątkową z jego wizerunkiem. W wielu miastach Czech znajdują się place i ulice jego imienia. 
Plac jego imienia znajduje się także w Izraelu w Tel Awiwie, co jest wyrazem uznania za postawę Masaryka wobec sprawy Hilsnera oraz poparcia dla ruchu syjonistycznego w czasie wizyt w Palestynie w latach 20 XX w. W północnym Izraelu istnieje kibuc Masaryk. 
- Uniwersytet Masaryka erygowany w Brnie w 1919 został nazwany na jego cześć.
- W 1990 ustanowiono Order Tomáša Garrigue Masaryka (początkowo jako odznaczenie czechosłowackie, obecnie czeskie) nadawany za zasługi dla rozwoju demokracji i praw człowieka.
- Wizerunek Tomáša Garrigue’a Masaryka znajduje się na czeskim banknocie o nominale 5000 koron.
- W 2013 Czeski Związek Hokeja na Lodzie ustanowił Puchar T. G. Masaryka przeznaczony dla zwycięskiej drużyny ekstraligi czeskiej w hokeju na lodzie o mistrzostwo Czech w tej dyscyplinie[24]. Trofeum stanowi kopię pucharu ufundowanego przez Masaryka pierwotnie w 1924, następnie przekazanej dla zwycięskiej reprezentacji na turnieju mistrzostw świata w 1933 zorganizowanych w Pradze[25][26]. Masaryk, a także jego synowie, był kibicami hokeja na lodzie[27].